# Sheraton New York Times Square Hotel
Sheraton New York Times Square Hotel, früher Americana Hotel, ist ein Wolkenkratzer und Hotel in Manhattan in New York City. Das 4-Sterne-Hotel gehört zur Marriott-Hotelkette und ist mit 1780 Zimmern das drittgrößte Hotel der Stadt.

## Beschreibung
Der Hotelturm befindet sich in Midtown Manhattan an der Ostseite der Seventh Avenue zwischen der West 52nd und West 53rd Street. An der Ostseite des Gebäudes führt im Sockel vom Wohnturm 135W52 die Fußgängerpassage 6½ Avenue am Hotel vorbei. Südlicher Nachbar ist der 229 m hohe Wolkenkratzer AXA Center. Entgegen seinem Namen steht es fünf Blocks nördlich vom Times Square entfernt.
Das 51-stöckige Hotel wurde von dem Architekturbüro Morris Lapidus & Associates entworfen und am 24. September 1962 als  Americana of New York eröffnet. Bauherren waren die Brüder Laurence und Preston Tisch von der Holdinggesellschaft Loews Corporation. Das Gebäude ist 152,7 Meter (501 Fuß) hoch und hat 51 Etagen. Der Wolkenkratzer besitzt eine Fassade aus Ziegelstein und Marmorplatten. Das Gebäude hat eine dreigeschossige Basis, in der öffentliche Räume untergebracht sind. Der Haupteingang mit Vordach und Treppenanlage befindet sich an der Ecke 7th Avenue/53rd Street. In einer zweistöckigen halbrunden Rotunde an der Ecke 7th Avenue/52nd Street sind die Hotelrestaurants untergebracht. Über der Basis besteht das Hotelgebäude aus einem leicht abgewinkelten Baukörper, der sich zwischen 52nd und 53rd Street Richtung 6½ Avenue erstreckt. Diesem ist an der Nordseite ein 25-stöckiger Flügel angegliedert.

## Geschichte
Das Americana Hotel gehörte ab seiner Eröffnung 1962 zur Luxus-Hotelkette Loews Hotels, einer Tochtergesellschaft der Holdinggesellschaft Loews Corporation. Es galt zu dieser Zeit der Anzahl der Stockwerke und Zimmer entsprechend als größtes Hotel weltweit. Am 24. Januar 1979 wurde es an die Sheraton Hotels verkauft und in Sheraton Centre Hotel & Towers umbenannt. 1991 erfolgte eine Renovierung für fast 200 Millionen US-Dollar, gleichzeitig fand eine Namensänderung in Sheraton New York Hotel and Towers statt. Nach den Terroranschlägen vom 11. September 2001 nutzte die Investment Banking Division von Lehman Brothers vorübergehend 665 Hotelzimmer als Büroräume.
Das Hotel wurde am 14. November 2005 von Starwood Hotels, das 1998 Sheraton übernahm, für 356 Millionen US-Dollar an die Host Marriott Corporation (seit 2006 Host Hotels & Resorts) verkauft. Weiterhin von Sheraton geführt, fand 2011/11 eine Renovierung für 160 Millionen US-Dollar statt. Es folgte eine Namensänderung in Sheraton New York Hotel und 2013 schließlich in Sheraton New York Times Square Hotel. Im März 2022 erwarben MCR Hotels und die Island Capital Group das Hotel für 373 Millionen US-Dollar von Host Hotels & Resorts.
In den öffentlichen Veranstaltungssälen des Hotels fanden zahlreiche bedeutende Events statt, darunter die Tony Awards 1963, eine Pressekonferenz am 14. Mai 1968 mit John Lennon und Paul McCartney zur Vorstellung von Apple Corps, den New York Part der Emmy Awards 1967 und 1968 sowie viele Auftritte von bekannten Künstlern, darunter Harry Belafonte, Thelma Houston, Duke Ellington, Ella Fitzgerald, Peggy Lee und Woody Allen. Des Weiteren diente das Hotel der Demokratischen Partei als Hauptquartier der Democratic National Convention 1976 und 1980.

## Ansichten

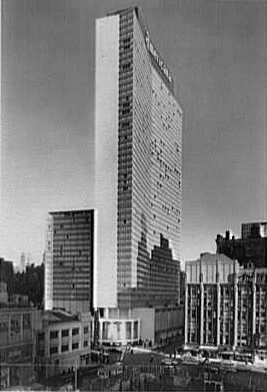
Das Hotel „Americana of New York“ im Jahr 1962.
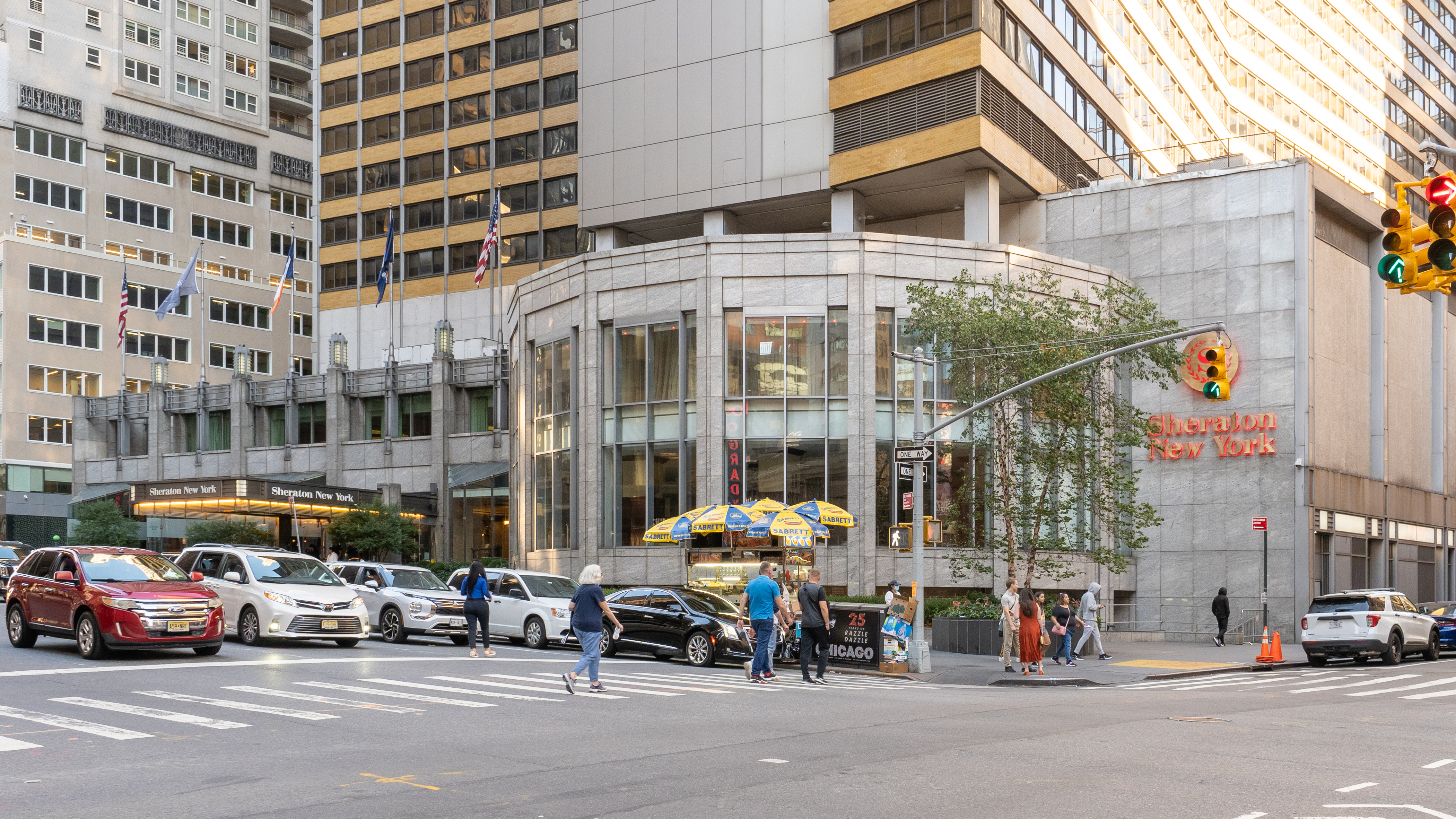
Die Basis im Jahr 2021.
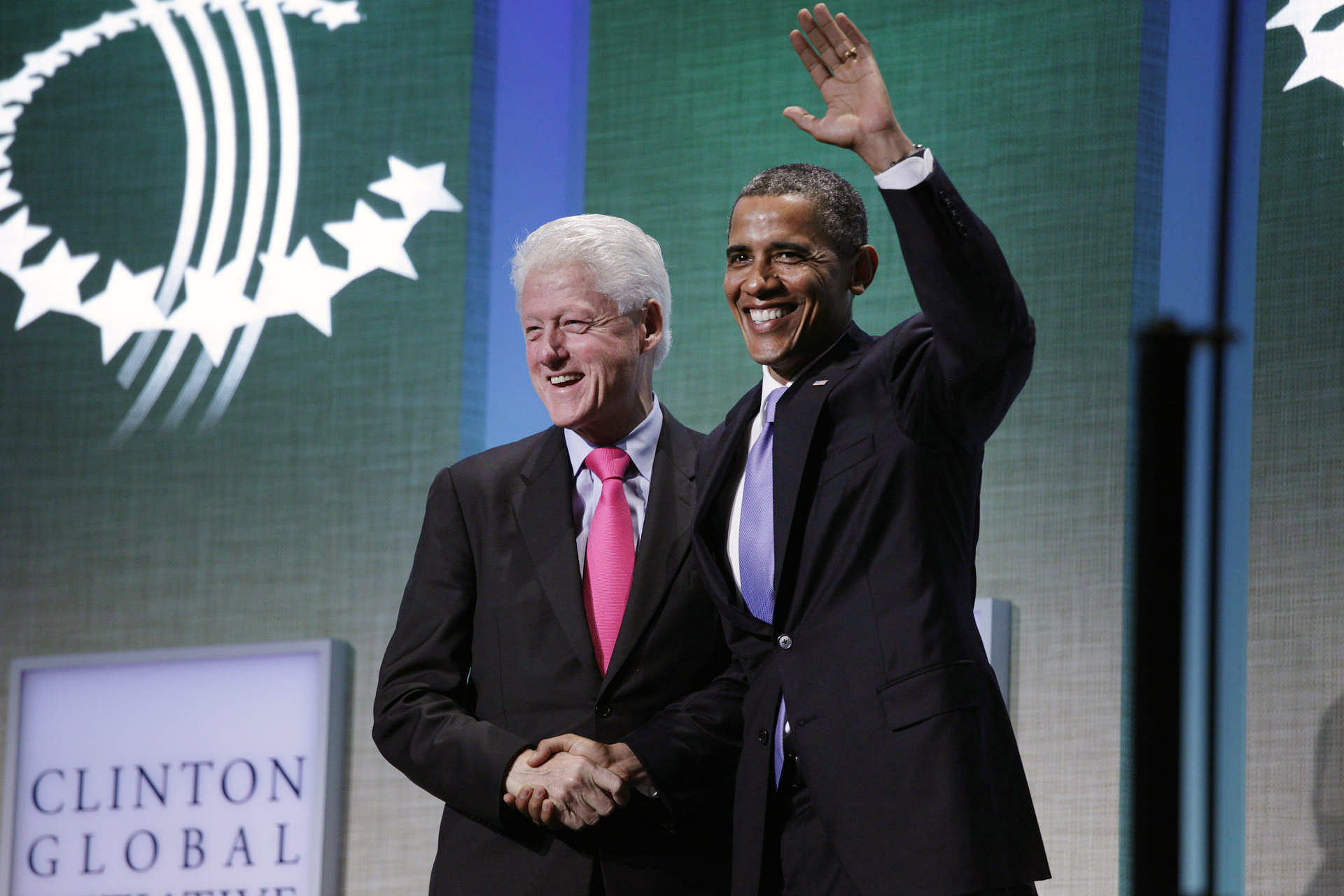
Barack Obama und Bill Clinton bei einer Veranstaltung im Hotel am 21. September 2011.